# Stuck (álbum)
Stuck es el EP debut de la banda de grunge Puddle of Mudd. La grabación fue posible porque la banda ganó una competición cuyo gran premio consistía, precisamente, en la grabación de un EP. Esta fue realizada en la Red House de Lawrence, Kansas y lanzado por Mudd Dog/V&R Records en 1994. La versión MuddDog es una de las más raras coleccionables de la historia de Puddle of Mudd. En Stuck se presenta la primera versión del sencillo «Drift and Die» que forma parte de la lista de canciones del álbum Come Clean que la banda lanza en el 2001.

## Lista de canciones
1. "You Don't Know" - 3:32
2. "Used" - 3:13
3. "Drift & Die" - 3:36
4. "Harassed" - 4:16
5. "Poke Out My Eyes" - 4:19
6. "Prisoner" - 3:08
7. "Suicide" - 3:32

## Personal
- Wes Scantlin - voz, guitarra eléctrica
- Jimmy Allen - guitarra eléctrica
- Sean Sammon - bajo
- Kenny Burkitt - batería, percusión

- Datos: Q2406033